# Ailama
Ailama (gruzínsky აილამა, rusky Айлама) je 4547 m n. m. vysoký vrchol ve střední části hlavního kavkazského hřebene na hranici mezi Gruzií (kraj Samegrelo-Horní Svanetie) a Ruskem (Kabardsko-Balkarsko).
Severní svah leží v povodí Těreku a úmoří Kaspického moře, jižní v povodí Cchenisckali a úmoří Černého moře.
Na jižním svahu se nachází horolezecká základna "Ailama".